# Kupreanof
Kupreanof è un comune degli Stati Uniti d'America, situato nello Stato dell'Alaska e in particolare nel Borough di Petersburg.